# Holochlora sarasini
Holochlora sarasini är en insektsart som beskrevs av Heinrich Hugo Karny 1931. Holochlora sarasini ingår i släktet Holochlora och familjen vårtbitare. Inga underarter finns listade i Catalogue of Life.